# 張献甫
張献甫（ちょう けんほ、736年 - 796年）は、唐代の軍人。本貫は陝州平陸県。

## 経歴
張守珪の弟の左武衛将軍張守琦の子として生まれた。若くして兄たちに従って軍に入り、はじめ偏裨となった。軍功により光禄卿・殿中監に試用され、河中節度副元帥都知兵馬使をつとめた。検校兵部尚書となり、御史大夫を兼ねた。建中初年、山南西道節度使の賈耽に従って梁崇義を襄・漢で討ち、功により太子詹事を加えられた。徳宗に従って奉天や興元府に赴いた。渾瑊に従って征討に功績を挙げた。長安が奪回されると、献甫は入朝して金吾将軍となった。ときに李懐光の乱がまだ平定されておらず、吐蕃が西辺を侵犯していたことから、献甫は禁軍を率いて咸陽に駐屯すること歴年に及んだ。貞元4年（788年）、検校刑部尚書に転じ、邠州刺史を兼ね、邠寧慶節度観察使をつとめた。彭原に義倉が置かれると、方渠・馬嶺などの県の地勢険阻な要地を選んで烽燧の堡を設けた。また塩州および洪門・洛原などの鎮に吐蕃の侵攻に備える兵防を置くよう上疏して、朝廷に聞き入れられた。9月、吐蕃の将の尚志董星・論莽羅らが寧州に侵攻すると、献甫は兵を率いて防戦し、100人あまりを斬首して撃退した。貞元12年（796年）、検校尚書左僕射を加えられた。5月丙申、死去した。享年は61。司空の位を追贈された。

## 伝記資料
- 『旧唐書』巻122 列伝第72
- 『新唐書』巻133 列伝第58